# Koos Dalstra
Jacobus Willem (Koos) Dalstra (Leeuwarden, 18 oktober 1950) is een Nederlands dichter en beeldend kunstenaar. Hij gebruikt het pseudoniem Dalstar en maakte in de jaren tachtig deel uit van de door hem opgerichte Maximalen.
Dalstra groeide op in Sneek. Zijn vader was hoofd van de acquistie-afdeling van de Leeuwarder Courant. Dalstra studeerde sociologie aan de Rijksuniversiteit Groningenen onderwees criminologie aan de Vrije Universiteit Amsterdam. In de jaren tachtig werd hij onder de naam Dalstar bekend als dichter/performer. Hij schreef het manifest Maximale kunst (1984) dat als vertrekpunt geldt voor de kunstenaarsgroep de Maximalen. Met fotograaf Paul Blanca publiceerde hij in 1986 de serie dubbelportretten Timing; vijftig portretten van personen uit de Amsterdamse kunstwereld, met foto's van Blanca voorzien van gedichten door Dalstra.
In de jaren negentig woonde Dalstra in Amsterdam en was hij bevriend met de kunstenaar Rob Scholte. Nadat deze slachtoffer was geworden van een aanslag, beschuldigde hij Dalstra ervan de dader te zijn. Een proces wegens smaad was het gevolg. Scholte werd veroordeeld tot schadevergoeding, maar ging in hoger beroep.
Dalstra woont en werkt tegenwoordig in Vlissingen. In 2009 was hij kandidaat voor de functie van stadsperformer van Leeuwarden.

## Weetje
- Dalstra is geboren op de vliegbasis Leeuwarden.[3]